# Karol Trochanowski
Karol Trochanowski (ur. 8 października 1854 w Porębie Radlnej, zm. 10 stycznia 1929 w Krakowie) – polski balneolog, pedagog, doktor chemii, C.K. Radca Rządu.

## Życiorys
Jego ojciec Stefan pochodził z Binczarowej następnie przeniósł się do Poręby Radlnej, gdzie urodził się Karol. 
Ukończył gimnazjum w Tarnowie. W latach 1873–1877 odbył studia na Uniwersytecie Jagiellońskim. W 1876 jeszcze jako słuchacz UJ opracował katalog oddziału chemii (nr 1226) w Bibliotece Jagiellońskiej. W latach 1878–1887 asystent Emiliana Czyrniańskiego na Wydziale Chemii UJ w Krakowie.  
Już w 1888 wymieniany jako członek Komisji Fizjograficznej w ramach Akademii Umiejętności w Krakowie. Równocześnie należał do Komisji Balneologicznej działającej w latach 1877−1889 przy Towarzystwie Lekarskim Krakowskim. 
Był odkrywcą wielu źródeł mineralnych m.in. w Wysowej, Iwoniczu, Krościenku. Dokonał nowej analizy wód żegiestowskich i odkrył bogate pokłady borowiny na tzw. Polskiej Łopacie, co przyczyniło się do dalszego rozwoju zdrojowiska Żegiestów. Zbadał zdroje w Szczawniku, zanalizował również zdrój Ludwika w Cegiełce.  
W latach 1888–1895 nauczyciel chemii, technologii rolnej i kierownik stacji chemicznej w Czernichowie. W 1895 powołany na nauczyciela w C.K. Wyższej Szkole Realnej w Stanisławowie. W latach 1900–1924 dyrektor Wyższej Szkoły Realnej w Tarnowie.     
W 1894 wymieniany nadal jako członek C.K. Komisji Fizjograficznej i kierownik czernichowskiej stacji oceny nawozów sztucznych. 25 lutego 1895 w sądzie krajowym karnym złożył przysięgę na stałego sądowego rzeczoznawcę w sprawach chemii rolniczej i technologicznej.    
W 1907 jeden z inicjatorów powstania pomnika i stypendium im. Bronisława Trzaskowskiego. Członek Dyrekcji Miejskiej Kasy Oszczędności w Tarnowie. Był jednym z inicjatorów budowy wodociągu w Tarnowie (1910). W 1906 i 1912 wybrany do Rady Miasta Tarnowa. Cesarz Franciszek Józef I nadał Karolowi Trochanowskiemu tytuł radcy rządu w 1912.   
W 1894 poślubił Marię Ipohorską-Lenkiewicz (z domu), wdowę po Janie Mikucińskim. 
Zmarł po długiej i ciężkiej chorobie 10 stycznia 1929 w Krakowie. Pochowany został na Starym Cmentarzu w Tarnowie. 

## Publikacje (wybrane)

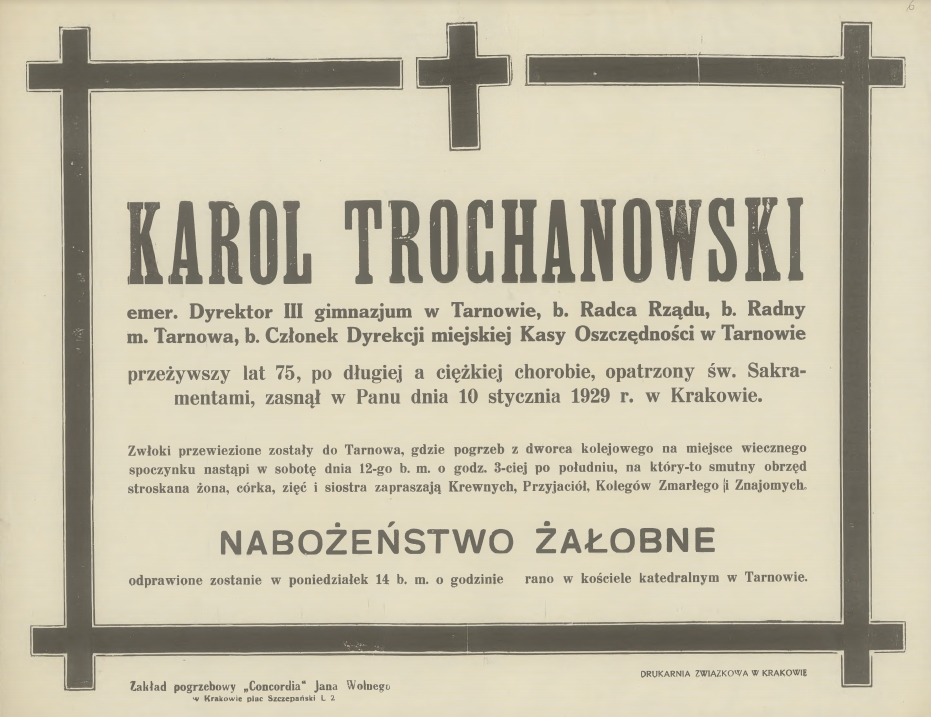
Nekrolog Karola Trochanowskiego

- "Chemiczny ilościowy rozbiór wody mineralnej wysowskiej dokonany i opisany przez Karola Trochanowskiego asystenta chemii Uniwersytetu Jagiellońskiego w Krakowie" (1879)[25]
- "Rozbiór 140-tu wód studziennych krakowskich" praca wspólna z Karolem Olszewskim (1881)[26]
- "Chemiczny rozbiór wody ze zdroju Ludwika z Czigelce" (1884)[27]
- "Rozbiór ilościowy wody ze zdroju Heleny w Iwoniczu 1885/6" (1886)[28]
- "Rozbiór ilościowy soli lekarskiej wyrabianej w Iwoniczu" (1886)[28]
- "Rozbiór ilościowy wód studziennych i rzecznych miasta Przemyśla r. 1886" (1887)[28]
- "Wszechstronny chemiczny rozbiór wód mineralnych ze zdroju Karola, Amelii, Emmy w Iwoniczu" (1894)[29]
- "Iwonicz w świetle ostatniego rozbioru chemicznego zdrojów: praca przedstawiona na posiedzeniu Towarzystwa lekarskiego w Krakowie dnia 1-go kwietnia 1908 r." (1908)[30]
- "Sprawozdanie z prac chemicznych i bakteryologicznych dokonanych w latach 1906-1911, celem zaopatrzenia miasta Tarnowa we wodę" (1911)[31]
- "Wszechstronny rozbiór ilościowy wody ze studni zbiorczej w Świerczkowie przed i po odżelezieniu zasilającej wodociąg miasta Tarnowa" (1911)[32]
- "Iwonicz zakład zdrojowo-kąpielowy i klimatyczny, jego opis, dzieje i znaczenie" (1913)[33]
- "Rozbiór chemiczny wody lekarskiej w Żegiestowie" (1914)[34]

## Przemówienia
Jak podaje "Nowa Reforma" 23 czerwca 1904 roku w Tarnowie:
"Po odczytaniu imiennem uczniów i wręczeniu im świadectw dojrzałości, dyrektor zakładu K.Trochanowski, w pięknej i serdecznej przemowie zwrócił się do wychowanków z prośbą i zachętą, aby w dalszem życiu wysoko nieśli sztandar cnót obywatelskich i nauki dla dobra ojczyzny."

## Upamiętnienie
Jak podaje gorlicki regionalista i przewodnik Andrzej Piecuch jedno z siedmiu źródeł w Wysowej nosiło nazwę "Karol" właśnie na cześć Trochanowskiego, który dokonał ich analizy. Obecnie źródło to zanikło.
W 2004 Antoni Sypek, radny miasta Tarnowa wyszedł z propozycją nazwania jednej z tarnowskich ulic imieniem Karola Trochanowskiego.